# 45e division d'infanterie (Pologne)
Pour les articles homonymes, voir 45e division d’infanterie.
La 45e division d’infanterie est une des divisions d’infanterie de l’armée polonaise durant la Seconde Guerre mondiale.

## Composition
- 154e régiment d'infanterie
- 155e régiment d'infanterie
- 156e régiment d'infanterie
- 55e régiment d'artillerie légère

## Théâtres d’opérations
- 1er septembre au 6 octobre 1939 : campagne de Pologne